# Battaglia di Șelimbăr

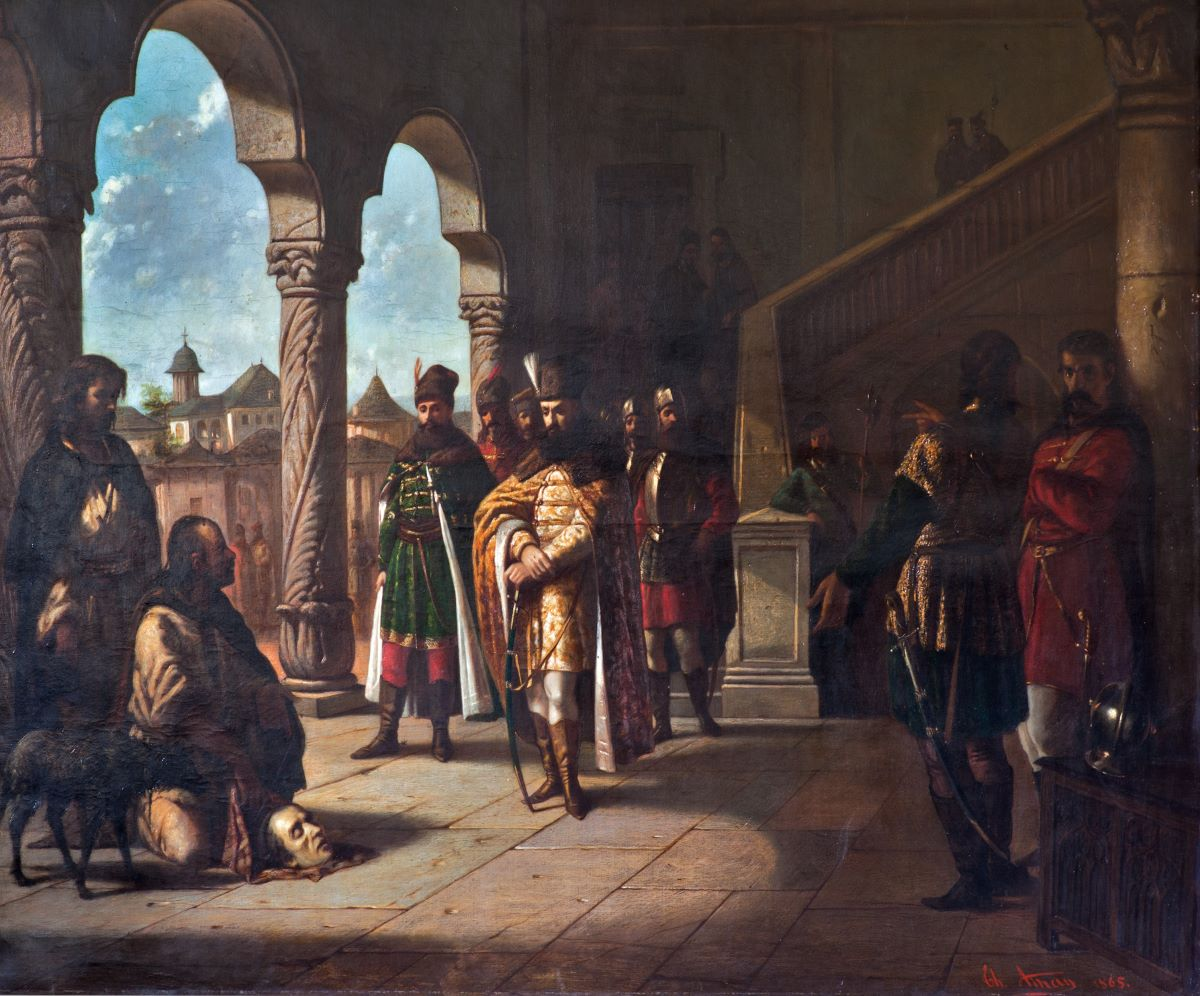
I Siculi portano la testa del cardinale Andrea Báthory a Michele il Coraggioso dopo la battaglia di Șelimbăr - dipinto di Theodor Aman.

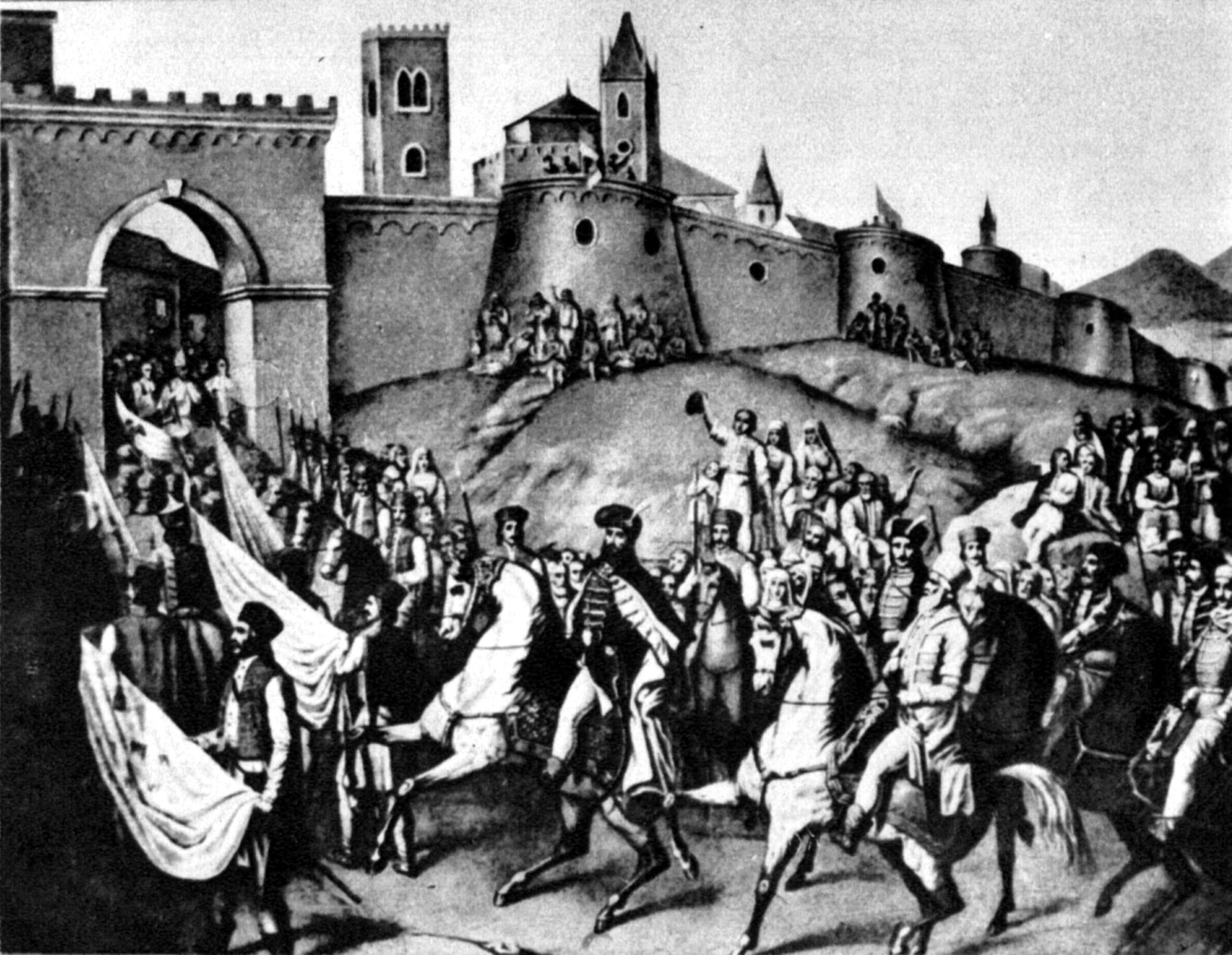
Michele il Coraggioso entra in trionfo ad Alba Iulia.

La battaglia di Șelimbăr (ungherese Sellenberk;  tedesco Schellenberg) è stato uno degli eventi più importanti nella storia della Romania a cavallo tra Medioevo ed Evo Moderno.
Lo scontro si svolse il 18 ottobre 1599 e coinvolse l'esercito del voivoda di Valacchia, Michele il Coraggioso (rumeno Mihai Viteazul), e l'esercito del voivoda di Transilvania, Andrea Báthory. Il campo di battaglia fu la piana presso il villaggio di Șelimbăr, presso Sibiu.

## Antefatto
Nel 1598 il voivoda Michele di Valacchia siglò una pace con gli ottomani per raffreddare le ostilità nei Carpazi. La Lunga Guerra scatenata dall'imperatore Rodolfo II contro i turchi stava procedendo per le lunghe ed il voivoda Michele si era praticamente ritrovato da solo a combattere le forze del sultano. L'accordo di pace era però solamente un espediente per prendere tempo: sia Michele che il sultano erano pronti a riprendere le armi.
La Transilvania, un tempo alleata di Michele, si era da poco scelta un nuovo voivoda nella figura del cardinale Andrea Báthory (1599), cugino del Sigismondo Báthory che aveva convinto Michele il Coraggioso a prendere le armi contro la Sublime porta. Andrea, legato alla sfera politica della Polonia, a quel tempo in rapporti pacifici con gli ottomani, si accordò con il voivoda di Moldavia, il polacco Ieremia Movilă, contro Michele.
Bisognoso di aiuti contro i suoi sempre più numerosi nemici, Michele si rivolse agli Asburgo. Il 9 giugno del 1599, a Praga, si riconobbe vassallo dell'imperatore ricevendo in cambio il denaro necessario all'arruolamento di cinquemila soldati mercenari.
Michele, ormai riconosciuto dai suoi contemporanei un buon generale, risolse di attaccare direttamente la Transilvania per stroncare i suoi nemici.

## La battaglia
L'ammontare complessivo delle forze valacche è stato stimato di 40 000 uomini. Questa forza imponente era in realtà non mobilitabile nella sua interezza dal comandante. L'esercito era infatti numeroso semplicemente perché i boiari di Michele avevano lasciato la loro terra portandosi appresso le mogli ed i figli, protetti da numerosa scorta. I valacchi temevano infatti eventuali scorrerie dei Tartari, alleati dei turchi, contro le loro case.
L'esercito del voivoda Báthory constava inizialmente di 30 000 uomini. Al principio dello scontro, però, i soldati dei Siculi disertarono le file dei transilvani e corsero a schierarsi al fianco di Michele il Coraggioso.
La prima carica arrise ai valacchi, che guadagnarono il campo. La contro-carica degli ussari transilvani respinse però le forze di Michele, facendo riguadagnare terreno a Báthory. Il cardinale non seppe però approfittare del vantaggio guadagnato: non inviò infatti le truppe necessarie per la carica risolutiva. Michele, riorganizzatosi, riprese l'iniziativa e caricò le truppe transilvane, mettendole in rotta.
Le perdite sono state valutate in 1 200-1 500 morti tra i transilvani ed un numero nettamente minore (1 000, forse 200) di caduti valacchi.
Andrea Báthory si diede alla fuga, mentre Michele, radunate le sue forze, entrò in trionfo ad Alba Iulia, capitale della Transilvania. Poco dopo, la dieta dei boiari transilvani riconobbe Michele quale principe.

## Conseguenze
La vittoria di Șelimbăr aveva fatto di Michele il Coraggioso, già voivoda di Valacchia, il nuovo signore della Transilvania e, di fatto, spianò la strada alla sua successive conquista della Moldavia.
Per la prima volta un unico sovrano riunì sotto il suo scettro i tre principati che compongono l'attuale Romania: Valacchia, Moldavia e Transilvania. Si trattò di un'unione solo simbolica: i confini dei regni non furono fusi ed anzi Michele approfittò dei suoi nuovi sudditi transilvani per cercare di strutturare nella più arretrata Valacchia un sistema feudale moderno, simile a quello della Transilvania.
La vittoria di Michele, effimera se si considera che la sua vita ed il suo regno sarebbero finiti in una manciata di anni, fu però fondamentale quale monito ed esempio. Primo unificatore dei principati rumeni, Michele il Coraggioso venne considerato un eroe nazionale rumeno a partire dal XIX secolo, con l'emergere dei moti indipendentisti in Romania.